# B41
Le B-41 sono bombe nucleari all'idrogeno di fabbricazione statunitense, prodotte nell'epoca della guerra fredda e presenti nell'arsenale nucleare americano fino al luglio 1976.
La B-41 (conosciuta anche come Mk-41) era un'arma termonucleare schierata dallo Strategic Air Command nei primi anni 1960. Era la bomba nucleare più potente mai sviluppata dagli Stati Uniti, con una resa massima di 25 megatoni di TNT (100 petajoule). La B-41 era l'unica arma termonucleare a tre stadi messa in campo dagli Stati Uniti.